# Lijst van premiers van het Verenigd Koninkrijk
Deze lijst van premiers van het Verenigd Koninkrijk geeft een overzicht van de regeringsleiders van het Verenigd Koninkrijk sinds 1721.

## Premiers van het Verenigd Koninkrijk (1721–1846)
| Premier                          | Premier                                                          | Ambtstermijn     | Ambtstermijn        | Partij             | Verkiezingen |
| -------------------------------- | ---------------------------------------------------------------- | ---------------- | ------------------- | ------------------ | ------------ |
| Robert Walpole                   | Sir Robert Walpole (1676–1745)                                   | 3 april 1721     | 16 februari 1742    | Whig Party         | 1722         |
| Robert Walpole                   | Sir Robert Walpole (1676–1745)                                   | 3 april 1721     | 16 februari 1742    | Whig Party         | 1727         |
| Robert Walpole                   | Sir Robert Walpole (1676–1745)                                   | 3 april 1721     | 16 februari 1742    | Whig Party         | 1734         |
| Robert Walpole                   | Sir Robert Walpole (1676–1745)                                   | 3 april 1721     | 16 februari 1742    | Whig Party         | 1741         |
| Spencer Compton                  | Graaf van Wilmington Spencer Compton (1673–1743)                 | 16 februari 1742 | 2 juli 1743 (†)     | Whig Party         |              |
| Henry Pelham                     | Henry Pelham (1694–1754)                                         | 27 augustus 1743 | 6 maart 1754 (†)    | Whig Party         | 1747         |
| Thomas Pelham-Holles             | Hertog van Newcastle Thomas Pelham-Holles (1693–1768)            | 16 maart 1754    | 11 november 1756    | Whig Party         | 1754         |
| William Cavendish                | Hertog van Devonshire William Cavendish (1720–1764)              | 11 november 1756 | 29 juni 1757        | Whig Party         |              |
| Thomas Pelham-Holles             | Hertog van Newcastle Thomas Pelham-Holles (1693–1768)            | 29 juni 1757     | 26 mei 1762         | Whig Party         | 1761         |
| John Stuart                      | Graaf van Bute John Stuart (1713–1792)                           | 26 mei 1762      | 16 april 1763       | Tory Party         |              |
| George Grenville                 | George Grenville (1712–1770)                                     | 16 april 1763    | 13 juli 1765        | Whig Party         |              |
| Charles Watson-Wentworth         | Markies van Rockingham Charles Watson-Wentworth (1730–1782)      | 13 juli 1765     | 30 juli 1766        | Whig Party         |              |
| William Pitt                     | Graaf van Chatham William Pitt de Oudere (1708–1778)             | 30 juli 1766     | 14 oktober 1768     | Tory Party         | 1768         |
| Augustus FitzRoy                 | Hertog van Grafton Augustus Henry FitzRoy (1735–1811)            | 14 oktober 1768  | 28 januari 1770     | Whig Party         |              |
| Frederick North                  | Graaf van Guilford Frederick North (1732–1792)                   | 28 januari 1770  | 27 maart 1782       | Tory Party         | 1774         |
| Frederick North                  | Graaf van Guilford Frederick North (1732–1792)                   | 28 januari 1770  | 27 maart 1782       | Tory Party         | 1780         |
| Charles Watson-Wentworth         | Markies van Rockingham Charles Watson-Wentworth (1730–1782)      | 27 maart 1782    | 4 juli 1782         | Whig Party         |              |
| William Petty                    | Graaf van Shelburne William Fitzmaurice Petty (1737–1805)        | 4 juli 1782      | 2 april 1783        | Whig Party         |              |
| William Henry Cavendish-Bentinck | Hertog van Portland William Henry Cavendish-Bentinck (1738–1809) | 2 april 1783     | 19 december 1783    | Whig Party         |              |
| William Pitt                     | William Pitt de Jongere (1759–1806)                              | 19 december 1783 | 17 maart 1801       | Tory Party         | 1784         |
| William Pitt                     | William Pitt de Jongere (1759–1806)                              | 19 december 1783 | 17 maart 1801       | Tory Party         | 1790         |
| William Pitt                     | William Pitt de Jongere (1759–1806)                              | 19 december 1783 | 17 maart 1801       | Tory Party         | 1796         |
| Henry Addington                  | Henry Addington (1757–1844)                                      | 17 maart 1801    | 10 mei 1804         | Tory Party         | 1801         |
| Henry Addington                  | Henry Addington (1757–1844)                                      | 17 maart 1801    | 10 mei 1804         | Tory Party         | 1802         |
| William Pitt                     | William Pitt de Jongere (1759–1806)                              | 10 mei 1804      | 23 januari 1806 (†) | Tory Party         |              |
| William Wyndham Grenville        | Baron van Grenville William Wyndham Grenville (1759–1834)        | 11 februari 1806 | 31 maart 1807       | Whig Party         | 1806         |
| William Henry Cavendish-Bentinck | Hertog van Portland William Henry Cavendish-Bentinck (1738–1809) | 31 maart 1807    | 4 oktober 1809      | Tory Party         | 1807         |
| Spencer Perceval                 | Spencer Perceval (1762–1812)                                     | 4 oktober 1809   | 11 mei 1812 (†)     | Tory Party         |              |
| Robert Jenkinson                 | Graaf van Liverpool Robert Banks Jenkinson (1770–1828)           | 8 juni 1812      | 12 april 1827       | Tory Party         | 1812         |
| Robert Jenkinson                 | Graaf van Liverpool Robert Banks Jenkinson (1770–1828)           | 8 juni 1812      | 12 april 1827       | Tory Party         | 1818         |
| Robert Jenkinson                 | Graaf van Liverpool Robert Banks Jenkinson (1770–1828)           | 8 juni 1812      | 12 april 1827       | Tory Party         | 1820         |
| Robert Jenkinson                 | Graaf van Liverpool Robert Banks Jenkinson (1770–1828)           | 8 juni 1812      | 12 april 1827       | Tory Party         | 1826         |
| George Canning                   | George Canning (1770–1827)                                       | 12 april 1827    | 8 augustus 1827 (†) | Tory Party         |              |
| Frederick John Robinson          | Burggraaf Goderich Frederick John Robinson (1782–1859)           | 31 augustus 1827 | 22 januari 1828     | Tory Party         |              |
| Arthur Wellesley                 | Maarschalk Hertog van Wellington Arthur Wellesley (1769–1852)    | 22 januari 1828  | 22 november 1830    | Tory Party         | 1830         |
| Charles Grey                     | Graaf Grey Charles Grey (1764–1845)                              | 22 november 1830 | 16 juli 1834        | Whig Party         | 1831         |
| Charles Grey                     | Graaf Grey Charles Grey (1764–1845)                              | 22 november 1830 | 16 juli 1834        | Whig Party         | 1832         |
| William Lamb                     | Burggraaf Melbourne William Lamb (1779–1848)                     | 16 juli 1834     | 17 november 1834    | Whig Party         |              |
| Arthur Wellesley                 | Maarschalk Hertog van Wellington Arthur Wellesley (1769–1852)    | 17 november 1834 | 10 december 1834    | Tory Party         |              |
| Robert Peel                      | Sir Robert Peel (1788–1850)                                      | 10 december 1834 | 18 april 1835       | Conservative Party |              |
| William Lamb                     | Burggraaf Melbourne William Lamb (1779–1848)                     | 18 april 1835    | 30 augustus 1841    | Whig Party         | 1835         |
| William Lamb                     | Burggraaf Melbourne William Lamb (1779–1848)                     | 18 april 1835    | 30 augustus 1841    | Whig Party         | 1837         |
| Robert Peel                      | Sir Robert Peel (1788–1850)                                      | 30 augustus 1841 | 30 juni 1846        | Conservative Party | 1841         |

## Premiers van het Verenigd Koninkrijk (1846–heden)
| Premier van het Verenigd Koninkrijk Prime Minister of the United Kingdom | Premier van het Verenigd Koninkrijk Prime Minister of the United Kingdom | Premier van het Verenigd Koninkrijk Prime Minister of the United Kingdom | Ambtstermijn     | Ambtstermijn     | Partij(en)                  | Kabinet(en)                          | Verkiezing(en)         | Koning(in)           |
| ------------------------------------------------------------------------ | ------------------------------------------------------------------------ | ------------------------------------------------------------------------ | ---------------- | ---------------- | --------------------------- | ------------------------------------ | ---------------------- | -------------------- |
|                                                                          | John Russell                                                             | Graaf Russell John Russell (1792–1878)                                   | 30 juni 1846     | 22 februari 1852 | Whig Party                  | Russell I                            | 1841                   | Victoria (1837–1901) |
| 1847                                                                     | John Russell                                                             | Graaf Russell John Russell (1792–1878)                                   | 30 juni 1846     | 22 februari 1852 | Whig Party                  | Russell I                            |                        | Victoria (1837–1901) |
|                                                                          | Edward Smith-Stanley                                                     | Graaf van Derby Edward Smith-Stanley (1799–1869)                         | 22 februari 1852 | 28 december 1852 | Conservative Party          | Smith-Stanley I                      |                        | Victoria (1837–1901) |
| 1852                                                                     | Edward Smith-Stanley                                                     | Graaf van Derby Edward Smith-Stanley (1799–1869)                         | 22 februari 1852 | 28 december 1852 | Conservative Party          | Smith-Stanley I                      |                        | Victoria (1837–1901) |
|                                                                          | George Hamilton-Gordon                                                   | Graaf van Aberdeen George Hamilton- Gordon (1784–1860)                   | 28 december 1852 | 6 februari 1855  | Peelite                     | Hamilton-Gordon                      |                        | Victoria (1837–1901) |
|                                                                          | Henry John Temple                                                        | Burggraaf Palmerston Henry John Temple (1784–1865)                       | 6 februari 1855  | 20 februari 1858 | Whig Party                  | Temple I                             |                        | Victoria (1837–1901) |
| 1857                                                                     | Henry John Temple                                                        | Burggraaf Palmerston Henry John Temple (1784–1865)                       | 6 februari 1855  | 20 februari 1858 | Whig Party                  | Temple I                             |                        | Victoria (1837–1901) |
|                                                                          | Edward Smith-Stanley                                                     | Graaf van Derby Edward Smith-Stanley (1799–1869)                         | 20 februari 1858 | 12 juni 1859     | Conservative Party          | Smith-Stanley II                     |                        | Victoria (1837–1901) |
|                                                                          | Henry John Temple                                                        | Burggraaf Palmerston Henry John Temple (1784–1865)                       | 12 juni 1859     | 18 oktober 1865  | Liberal Party               | Temple II                            | 1859                   | Victoria (1837–1901) |
| 1865                                                                     | Henry John Temple                                                        | Burggraaf Palmerston Henry John Temple (1784–1865)                       | 12 juni 1859     | 18 oktober 1865  | Liberal Party               | Temple II                            |                        | Victoria (1837–1901) |
|                                                                          | John Russell                                                             | Graaf Russell John Russell (1792–1878)                                   | 18 oktober 1865  | 28 juni 1866     | Liberal Party               | Russell II                           |                        | Victoria (1837–1901) |
|                                                                          | Edward Smith-Stanley                                                     | Graaf van Derby Edward Smith-Stanley (1799–1869)                         | 28 juni 1866     | 27 februari 1868 | Conservative Party          | Smith-Stanley III                    |                        | Victoria (1837–1901) |
|                                                                          | Benjamin Disraeli                                                        | Benjamin Disraeli (1804–1881)                                            | 27 februari 1868 | 3 december 1868  | Conservative Party          | Disraeli I                           |                        | Victoria (1837–1901) |
|                                                                          | William Ewart Gladstone                                                  | William Ewart Gladstone (1809–1898)                                      | 3 december 1868  | 20 februari 1874 | Liberal Party               | Gladstone I                          | 1868                   | Victoria (1837–1901) |
|                                                                          | Benjamin Disraeli                                                        | Graaf van Beaconsfield Benjamin Disraeli (1804–1881)                     | 20 februari 1874 | 23 april 1880    | Conservative Party          | Disraeli II                          | 1874                   | Victoria (1837–1901) |
|                                                                          | William Ewart Gladstone                                                  | William Ewart Gladstone (1809–1898)                                      | 23 april 1880    | 23 juni 1885     | Liberal Party               | Gladstone II                         | 1880                   | Victoria (1837–1901) |
|                                                                          | Robert Gascoyne-Cecil                                                    | Markies van Salisbury Robert Gascoyne-Cecil (1830–1903)                  | 23 juni 1885     | 28 januari 1886  | Conservative Party          | Gascoyne-Cecil I                     | 1880                   | Victoria (1837–1901) |
|                                                                          | William Ewart Gladstone                                                  | William Ewart Gladstone (1809–1898)                                      | 28 januari 1886  | 20 juli 1886     | Liberal Party               | Gladstone III                        | 1885                   | Victoria (1837–1901) |
|                                                                          | Robert Gascoyne-Cecil                                                    | Markies van Salisbury Robert Gascoyne-Cecil (1830–1903)                  | 20 juli 1886     | 15 augustus 1892 | Conservative Party          | Gascoyne-Cecil II                    | 1886                   | Victoria (1837–1901) |
|                                                                          | William Ewart Gladstone                                                  | William Ewart Gladstone (1809–1898)                                      | 15 augustus 1892 | 5 maart 1894     | Liberal Party               | Gladstone IV                         | 1892                   | Victoria (1837–1901) |
|                                                                          | Archibald Primrose                                                       | Graaf van Rosebery Archibald Primrose (1847–1929)                        | 5 maart 1894     | 25 juni 1895     | Liberal Party               | Primrose                             | 1892                   | Victoria (1837–1901) |
|                                                                          | Robert Gascoyne-Cecil                                                    | Markies van Salisbury Robert Gascoyne-Cecil (1830–1903)                  | 25 juni 1895     | 12 juli 1902     | Conservative Party          | Gascoyne-Cecil III                   | 1895                   | Victoria (1837–1901) |
| Gascoyne-Cecil IV                                                        | Robert Gascoyne-Cecil                                                    | Markies van Salisbury Robert Gascoyne-Cecil (1830–1903)                  | 25 juni 1895     | 12 juli 1902     | Conservative Party          | 1900                                 |                        | Victoria (1837–1901) |
| Gascoyne-Cecil IV                                                        | Robert Gascoyne-Cecil                                                    | Markies van Salisbury Robert Gascoyne-Cecil (1830–1903)                  | 25 juni 1895     | 12 juli 1902     | Conservative Party          | 1900                                 | Edward VII (1901–1910) |                      |
|                                                                          | Arthur Balfour                                                           | Arthur Balfour (1848–1930)                                               | 12 juli 1902     | 5 december 1905  | Conservative Party          | 1900                                 | Balfour                |                      |
|                                                                          | Henry Campbell-Bannerman                                                 | Sir Henry Campbell- Bannerman (1836–1908)                                | 5 december 1905  | 8 april 1908     | Liberal Party               | 1900                                 | Campbell- Bannerman    |                      |
| 1906                                                                     | Henry Campbell-Bannerman                                                 | Sir Henry Campbell- Bannerman (1836–1908)                                | 5 december 1905  | 8 april 1908     | Liberal Party               |                                      | Campbell- Bannerman    |                      |
|                                                                          | Herbert Henry Asquith                                                    | Herbert Henry Asquith (1852–1928)                                        | 8 april 1908     | 7 december 1916  | Liberal Party               | Asquith I                            |                        |                      |
| Asquith II                                                               | Herbert Henry Asquith                                                    | Herbert Henry Asquith (1852–1928)                                        | 8 april 1908     | 7 december 1916  | Liberal Party               | 1910 (1)                             |                        |                      |
| Asquith II                                                               | Herbert Henry Asquith                                                    | Herbert Henry Asquith (1852–1928)                                        | 8 april 1908     | 7 december 1916  | Liberal Party               | 1910 (1)                             | George V (1910–1936)   |                      |
| Asquith III                                                              | Herbert Henry Asquith                                                    | Herbert Henry Asquith (1852–1928)                                        | 8 april 1908     | 7 december 1916  | Liberal Party               | 1910 (2)                             |                        |                      |
| Asquith IV                                                               | Herbert Henry Asquith                                                    | Herbert Henry Asquith (1852–1928)                                        | 8 april 1908     | 7 december 1916  | Liberal Party               | 1910 (2)                             |                        |                      |
|                                                                          | David Lloyd George                                                       | David Lloyd George (1863–1945)                                           | 7 december 1916  | 23 oktober 1922  | Liberal Party               | 1910 (2)                             | Lloyd George I         |                      |
| Lloyd George II                                                          | David Lloyd George                                                       | David Lloyd George (1863–1945)                                           | 7 december 1916  | 23 oktober 1922  | Liberal Party               | 1918                                 |                        |                      |
|                                                                          | Bonar Law                                                                | Bonar Law (1858–1923)                                                    | 23 oktober 1922  | 22 mei 1923      | Conservative Party          | 1918                                 | Law                    |                      |
| 1922                                                                     | Bonar Law                                                                | Bonar Law (1858–1923)                                                    | 23 oktober 1922  | 22 mei 1923      | Conservative Party          |                                      | Law                    |                      |
|                                                                          | Stanley Baldwin                                                          | Stanley Baldwin (1867–1947)                                              | 22 mei 1923      | 22 januari 1924  | Conservative Party          | Baldwin I                            |                        |                      |
|                                                                          | Ramsay MacDonald                                                         | Ramsay MacDonald (1866–1937)                                             | 22 januari 1924  | 4 november 1924  | Labour Party                | MacDonald I                          | 1923                   |                      |
|                                                                          | Stanley Baldwin                                                          | Stanley Baldwin (1867–1947)                                              | 4 november 1924  | 5 juni 1929      | Conservative Party          | Baldwin II                           | 1924                   |                      |
|                                                                          | Ramsay MacDonald                                                         | Ramsay MacDonald (1866–1937)                                             | 5 juni 1929      | 7 juni 1935      | Labour Party (1929–1931)    | MacDonald II                         | 1929                   |                      |
|                                                                          | Ramsay MacDonald                                                         | Ramsay MacDonald (1866–1937)                                             | 5 juni 1929      | 7 juni 1935      | National Labour (1931–1935) | MacDonald III (Nationaal Kabinet I)  | 1931                   |                      |
| MacDonald IV (Nationaal Kabinet II)                                      | Ramsay MacDonald                                                         | Ramsay MacDonald (1866–1937)                                             | 5 juni 1929      | 7 juni 1935      | National Labour (1931–1935) |                                      | 1931                   |                      |
|                                                                          | Stanley Baldwin                                                          | Stanley Baldwin (1867–1947)                                              | 7 juni 1935      | 28 mei 1937      | Conservative Party          | Baldwin III (Nationaal Kabinet III)  | 1931                   |                      |
| 1935                                                                     | Stanley Baldwin                                                          | Stanley Baldwin (1867–1947)                                              | 7 juni 1935      | 28 mei 1937      | Conservative Party          | Baldwin III (Nationaal Kabinet III)  |                        |                      |
| Edward VIII (1936)                                                       | Stanley Baldwin                                                          | Stanley Baldwin (1867–1947)                                              | 7 juni 1935      | 28 mei 1937      | Conservative Party          | Baldwin III (Nationaal Kabinet III)  |                        |                      |
| George VI (1936–1952)                                                    | Stanley Baldwin                                                          | Stanley Baldwin (1867–1947)                                              | 7 juni 1935      | 28 mei 1937      | Conservative Party          | Baldwin III (Nationaal Kabinet III)  |                        |                      |
|                                                                          | Neville Chamberlain                                                      | Neville Chamberlain (1869–1940)                                          | 28 mei 1937      | 10 mei 1940      | Conservative Party          | Chamberlain I (Nationaal Kabinet IV) |                        |                      |
| Chamberlain II                                                           | Neville Chamberlain                                                      | Neville Chamberlain (1869–1940)                                          | 28 mei 1937      | 10 mei 1940      | Conservative Party          |                                      |                        |                      |
|                                                                          | Winston Churchill                                                        | Winston Churchill (1874–1965)                                            | 10 mei 1940      | 26 juli 1945     | Conservative Party          | Churchill I                          |                        |                      |
| Churchill II                                                             | Winston Churchill                                                        | Winston Churchill (1874–1965)                                            | 10 mei 1940      | 26 juli 1945     | Conservative Party          |                                      |                        |                      |
|                                                                          | Clement Attlee                                                           | Clement Attlee (1883–1967)                                               | 26 juli 1945     | 26 oktober 1951  | Labour Party                | Attlee I                             | 1945                   |                      |
| Attlee II                                                                | Clement Attlee                                                           | Clement Attlee (1883–1967)                                               | 26 juli 1945     | 26 oktober 1951  | Labour Party                | 1950                                 |                        |                      |
|                                                                          | Winston Churchill                                                        | Sir Winston Churchill (1874–1965)                                        | 26 oktober 1951  | 5 april 1955     | Conservative Party          | Churchill III                        | 1951                   |                      |
| Elizabeth II (1952–2022)                                                 | Winston Churchill                                                        | Sir Winston Churchill (1874–1965)                                        | 26 oktober 1951  | 5 april 1955     | Conservative Party          | Churchill III                        | 1951                   |                      |
|                                                                          | Anthony Eden                                                             | Sir Anthony Eden (1897–1977)                                             | 5 april 1955     | 10 januari 1957  | Conservative Party          | Eden                                 | 1955                   |                      |
|                                                                          | Harold Macmillan                                                         | Harold Macmillan (1894–1986)                                             | 10 januari 1957  | 19 oktober 1963  | Conservative Party          | Macmillan I                          | 1955                   |                      |
| Macmillan II                                                             | Harold Macmillan                                                         | Harold Macmillan (1894–1986)                                             | 10 januari 1957  | 19 oktober 1963  | Conservative Party          | 1959                                 |                        |                      |
|                                                                          | Alec Douglas-Home                                                        | Sir Alec Douglas-Home (1903–1995)                                        | 19 oktober 1963  | 16 oktober 1964  | Conservative Party          | 1959                                 | Douglas-Home           |                      |
|                                                                          | Harold Wilson                                                            | Harold Wilson (1916–1995)                                                | 16 oktober 1964  | 19 juni 1970     | Labour Party                | Wilson I                             | 1964                   |                      |
| Wilson II                                                                | Harold Wilson                                                            | Harold Wilson (1916–1995)                                                | 16 oktober 1964  | 19 juni 1970     | Labour Party                | 1966                                 |                        |                      |
|                                                                          | Edward Heath                                                             | Edward Heath (1916–2005)                                                 | 19 juni 1970     | 4 maart 1974     | Conservative Party          | Heath                                | 1970                   |                      |
|                                                                          | Harold Wilson                                                            | Harold Wilson (1916–1995)                                                | 4 maart 1974     | 5 april 1976     | Labour Party                | Wilson III                           | 1974 (1)               |                      |
| 1974 (2)                                                                 | Harold Wilson                                                            | Harold Wilson (1916–1995)                                                | 4 maart 1974     | 5 april 1976     | Labour Party                | Wilson III                           |                        |                      |
|                                                                          | James Callaghan                                                          | James Callaghan (1912–2005)                                              | 5 april 1976     | 4 mei 1979       | Labour Party                | Callaghan                            |                        |                      |
|                                                                          | Margaret Thatcher                                                        | Margaret Thatcher (1925–2013)                                            | 4 mei 1979       | 28 november 1990 | Conservative Party          | Thatcher I                           | 1979                   |                      |
| Thatcher II                                                              | Margaret Thatcher                                                        | Margaret Thatcher (1925–2013)                                            | 4 mei 1979       | 28 november 1990 | Conservative Party          | 1983                                 |                        |                      |
| Thatcher III                                                             | Margaret Thatcher                                                        | Margaret Thatcher (1925–2013)                                            | 4 mei 1979       | 28 november 1990 | Conservative Party          | 1987                                 |                        |                      |
|                                                                          | John Major                                                               | John Major (1943)                                                        | 28 november 1990 | 2 mei 1997       | Conservative Party          | 1987                                 | Major I                |                      |
| Major II                                                                 | John Major                                                               | John Major (1943)                                                        | 28 november 1990 | 2 mei 1997       | Conservative Party          | 1992                                 |                        |                      |
|                                                                          | Tony Blair                                                               | Tony Blair (1953)                                                        | 2 mei 1997       | 27 juni 2007     | Labour Party                | Blair I                              | 1997                   |                      |
| Blair II                                                                 | Tony Blair                                                               | Tony Blair (1953)                                                        | 2 mei 1997       | 27 juni 2007     | Labour Party                | 2001                                 |                        |                      |
| Blair III                                                                | Tony Blair                                                               | Tony Blair (1953)                                                        | 2 mei 1997       | 27 juni 2007     | Labour Party                | 2005                                 |                        |                      |
|                                                                          | Gordon Brown                                                             | Gordon Brown (1951)                                                      | 27 juni 2007     | 11 mei 2010      | Labour Party                | 2005                                 | Brown                  |                      |
|                                                                          | David Cameron                                                            | David Cameron (1966)                                                     | 11 mei 2010      | 13 juli 2016     | Conservative Party          | Cameron I                            | 2010                   |                      |
| Cameron II                                                               | David Cameron                                                            | David Cameron (1966)                                                     | 11 mei 2010      | 13 juli 2016     | Conservative Party          | 2015                                 |                        |                      |
|                                                                          | Theresa May                                                              | Theresa May (1956)                                                       | 13 juli 2016     | 24 juli 2019     | Conservative Party          | 2015                                 | May I                  |                      |
| May II                                                                   | Theresa May                                                              | Theresa May (1956)                                                       | 13 juli 2016     | 24 juli 2019     | Conservative Party          | 2017                                 |                        |                      |
|                                                                          | Boris Johnson                                                            | Boris Johnson (1964)                                                     | 24 juli 2019     | 6 september 2022 | Conservative Party          | 2017                                 | Johnson I              |                      |
| Johnson II                                                               | Boris Johnson                                                            | Boris Johnson (1964)                                                     | 24 juli 2019     | 6 september 2022 | Conservative Party          | 2019                                 |                        |                      |
|                                                                          | Liz Truss                                                                | Liz Truss (1975)                                                         | 6 september 2022 | 25 oktober 2022  | Conservative Party          | 2019                                 | Truss                  |                      |
| Charles III (2022–heden)                                                 | Liz Truss                                                                | Liz Truss (1975)                                                         | 6 september 2022 | 25 oktober 2022  | Conservative Party          | 2019                                 | Truss                  |                      |
|                                                                          | Rishi Sunak                                                              | Rishi Sunak (1980)                                                       | 25 oktober 2022  | 5 juli 2024      | Conservative Party          | 2019                                 | Sunak                  |                      |
|                                                                          | Keir Starmer                                                             | Sir Keir Starmer (1962)                                                  | 5 juli 2024      | heden            | Labour Party                | Starmer                              | 2024                   |                      |